# Contea di Walker (Georgia)
La contea di Walker (in inglese Walker County) è una suddivisione amministrativa dello Stato della Georgia, negli Stati Uniti. La popolazione al censimento del 2000 era di 61 053 abitanti. Il capoluogo di contea è LaFayette.